# Dietmar Schönherr
Dietmar Otto Schönherr (Innsbruck, 17 de maig de 1926 - Eivissa, 18 de juliol 2014) va ser un actor austríac.
Schönherr ha representat molts papers diferents en teatre, cinema i televisió, i ha moderat algunes espectacles televisius en la televisió austríaca. Ha aparegut en 120 pel·lícules entre 1944 i 2014. Es va fer famós per interpretar el paper de l'alcalde Cliff Allister McLane en la sèrie de ciència-ficció alemanya Raumpatrouille. Va estar casat amb l'actriu danesa Vivi Bak des de 1965 fins a la seva mort el 2013. En 2011 fou guardonat amb la Condecoració Austríaca per les Ciències i les Arts.
A part de la seva carrera d'actor, Dietmar Schönherr es va comprometre en la política i va donar suport a projectes solidaris en diversos països, com Casa de los Tres Mundos a Nicaragua.

## Filmografia
- Junge Adler (1944) - Theo Brakke
- Les Amours de Blanche-Neige (1947) - Joe Burton
- Das Fräulein und der Vagabund (1949) - Gerhard Renken
- Nacht am Mont Blanc (1951) - Vigo, Leutnant der Grenzpolizei
- Love's Carnival (1955) - Leutnant Hans Rudloff
- Bonjour Kathrin (1956) - Duval
- Friederike von Barring (1956) - Müller-Staen jr.
- Kleines Zelt und große Liebe (1956) - Ferry Singer
- Das Mädchen Marion (1956) - Günter Legler, Turnierreiter
- Made in Germany (1957) - Dr. Roderich Zeiss
- Die verpfuschte Hochzeitsnacht (1957) - Alexander Schulze
- Just Once a Great Lady (1957) - Stefan Riehl
- Spring in Berlin (1957) - Hannes Delk
- Doctor Bertram (1957) - Kurt Losch
- The Elephant in a China Shop (1958) - Clemens
- Schwarzwälder Kirsch (1958) - Peter Benrath
- Der schwarze Blitz (1958) - Herbert Thanner
- Sehnsucht hat mich verführt (1958) - Albert Hermann
- Frauensee (1958) - Ferry Graf Chur
- Die unvollkommene Ehe (1959) - Rolf Beckmayer
- Alle Tage ist kein Sonntag (1959) - Mitja Burganoff
- Jons und Erdme (1959) - Direktor der Seifenfabrik
- Du bist wunderbar (1959) - Willi Schultz
- Beloved Augustin (1960) - Franz von Gravenreuth
- Darkness Fell on Gotenhafen (1960) - Gaston
- Im Namen einer Mutter (1960) - Fritz Merlin
- Brainwashed (1960) - Rabbi
- Ingeborg (1960) - Peter
- Sabine und die hundert Männer (1960) - Michael Böhm
- Geliebte Hochstaplerin (1961) - David Ogden
- Treibjagd auf ein Leben (1961) - Dr. Georg Holst
- Haß ohne Gnade (1962) - Dr. Elmer
- The Longest Day (1962) - Häger's Aide (uncredited)
- Commando (1962) - Petit Prince
- Die glücklichen Jahre der Thorwalds (1962) - Martin Thorwald
- His Best Friend (1962) - Marius Melichar
- Kohlhiesel's Daughters (1962) - Günter Krüger
- Die Nylonschlinge (1963) - Inspektor Eric Harvey
- Das Rätsel der roten Quaste (1963) - Richard
- Mystery of the Red Jungle (1964) - Ted Barnekow
- Ein Frauenarzt klagt an (1964) - Klaus Petermann
- The Monster of London City (1964) - Dr. Morely Greely / Michael
- Victim Five (1964) - Dr. Paul Bryson
- Secret of the Chinese Carnation (1964) - Dr. Cecil Wilkens
- Ein Ferienbett mit 100 PS (1965) - Hans Rothe
- Coast of Skeletons (1965) - Piet Van Houten
- Mozambique (1965) - Henderson
- A Holiday with Piroschka (1965) - Alfi Trattenbach
- Come to the Blue Adriatic (1966) - Walter Thomas
- Raumpatrouille (1966, TV series, 7 episodes) - Cliff Allister McLane
- Ski Fever (1966) - Toni
- Kommissar X – Drei grüne Hunde (1967) - Allan Hood / George Hood
- Otto ist auf Frauen scharf (1968) - Christian Bongert
- April - April (1969) - Ambassador
- Come to Vienna, I'll Show You Something! (1970) - Narrator
- Die Story (1984) - Showmaster
- The Death of the White Stallion (1985) - Caspar von Schenkenstein
- Raffl (1985) - Pfarrer
- Tanner (1985) - Steiner
- Torquemada (1989)
- African Timber (1989) - Brasser
- Journey of Hope (1990) - Massimo
- Mirakel (1990)
- Go Trabi Go 2 – Das war der wilde Osten (1992) - Gustav Hohenstein
- Brandnacht (1993) - Joshua Jordi
- Rosen aus Jericho (1994)
- Jeden 3. Sonntag (1995)
- Es war doch Liebe? (1995)
- Eine fast perfekte Scheidung (1997) - Dr. Hofbauer
- Back in Trouble (1997) - Dinkelmann
- Am I Beautiful? (1998) - Juan
- Leo und Claire (2001) - Anwalt Dr. Richard Iphraim Herz
- Handyman (2006) - Dr. Meyer